# Nina Turner
Nina Turner (de apelido de solteira Hudson; Cleveland, Ohio, 7 de dezembro de 1967) é uma política estado-unidense. É membro do Partido Democrata e foi senadora estadual do Ohio. Foi uma apoiante fervorosa de Bernie Sanders nas primárias democratas para as eleições presidenciais de 2016 e, depois da derrota de Sanders para a nomeação democrata, chegou a ser convidada para ser a candidata a vice-presidente do Partido Verde.